# Хорді Кортісо
Хорді Кортісо (ісп. Jordi Cortizo, нар. 30 червня 1996, Сантьяго-де-Керетаро) — мексиканський футболіст, півзахисник клубу «Монтеррей» та національної збірної Мексики. Виступав також за клуби «Керетаро», «Пуебла» та «Тіхуана».

## Клубна кар'єра
Хорді Кортісо народився 1996 року в місті Сантьяго-де-Керетаро, та є вихованцем футбольної школи клубу «Керетаро». Професійну футбольну кар'єру розпочав 2016 року в основній команді того ж клубу, в якій грав до 2020 року, взявши участь у 50 матчах чемпіонату. У 2020 році футболіст перейшов до складу клубу «Тіхуана», в якому грав до 2022 року. Протягом 2022—2023 років Кортісо захищав кольори клубу «Пуебла». З 2023 року футболіст грає у складі клубу «Монтеррей» приєднався 2023 року. Станом на 19 листопада 2024 року відіграв за команду з Монтеррея 63 матчі в національному чемпіонаті.

## Виступи за збірну
У 2023 році Хорді Кортісо дебютував у складі національної збірної Мексики. У складі збірної був учасником розіграшу Кубка Америки 2024 року у США. Станом на листопад 2024 року зіграв у складі збірної 5 матчів, у яких забитими м'ячами не відзначився.